# تسابیتس
تسابیتس (به آلمانی: Zabitz) یک منطقهٔ مسکونی در آلمان است که در اوشترنینبورگر لاند واقع شده‌است. تسابیتس ۵۱۸ نفر جمعیت دارد.